# Сацихури (Карельский муниципалитет)
Сацихури (груз. საციხური) — село в Грузии, на территории Карельского муниципалитета края (мхаре) Шида-Картли.

## География
Село находится в центральной части Грузии, на правом берегу реки Лопанисцкали, на расстоянии приблизительно 16 километров (по прямой) к северо-западу от города Карели, административного центра муниципалитета. Абсолютная высота — 719 метров над уровнем моря.

## Население
По результатам официальной переписи населения 2014 года в Сацихури проживало 313 человек (150 мужчин и 163 женщины). В национальной структуре населения грузины составляли 99,7 %.
| Год  | Население, человек |
| ---- | ------------------ |
| 2002 | 431                |
| 2014 | ↘ 313              |